# Ozero Butatj
Ozero Butatj (ryska: Озеро Бутач) är en sjö i Belarus.   Den ligger i voblasten Homels voblast, i den centrala delen av landet, 210 km sydost om huvudstaden Minsk. Ozero Butatj ligger 120 meter över havet.
Omgivningarna runt Ozero Butatj är en mosaik av jordbruksmark och naturlig växtlighet. Runt Ozero Butatj är det ganska tätbefolkat, med 54 invånare per kvadratkilometer.